# ليودميلا كوتشما
ليودميلا نيكولايفنا كوتشما (الروسية: Людмила Николаевна Кучма ، الأوكرانية: Людмила Миколаївна Кучма ؛ 19 يونيو 1940 في فوتكينسك) هي زوجة الرئيس الأوكراني الثاني ليونيد كوتشما. عملت سابقًا كمهندسة تصميم. لمدة ثلاثين عامًا كمهندسة في مكتب التصميم لجمعية الإنتاج في دنيبروبيتروفسك. منذ عام 1996 ، كانت الرئيسة الفخرية للصندوق الوطني للحماية الاجتماعية للأم والطفل.
حصلت على وسام الدوق الليتواني الكبير جيديميناس (1998) ووسام الأميرة أولغا من الدرجة الأولى (2010)، وكذلك عدد من الجوائز الأخرى من المنظمات العامة الأوكرانية والأجنبية للأنشطة الخيرية.
في 12 مايو 2004 اصبجت السفيرة الخاصة لليونسكو لمساعدة المواهب الشابة.

## روابط خارجية
- Украина-детям

| ألقاب تشريفية          | ألقاب تشريفية                  | ألقاب تشريفية          |
| ---------------------- | ------------------------------ | ---------------------- |
| سبقه أنتونينا كرافتشوك | سيدة أوكرانيا الأولى 1994–2005 | تبعه كاترينا يوشتشينكو |